# Quy trình ra quyết định mua
Quy trình ra quyết định mua hàng đặc tả các bước mà người mua phải trải qua khi mua một sản phẩm. Quy trình ra quyết định mua hàng này đã được nhiều học giả cố gắng giải thích. Mặc dù các bước trong quy trình có thể ít đi hoặc nhiều hơn nhưng về cơ bản vẫn có năm bước cơ bản trong quy trình ra quyết định mua hàng của một người tiêu dùng.

## Các giai đoạn
Các giai đoạn trong quy trình mua hàng lần đầu tiên được giới thiệu bởi Engel, Blackwell và Kollat vào năm 1968. Các giai đoạn bao gồm:
1. Nhận diện nhu cầu.
2. Tìm kiếm thông tin.
3. Đo lường và đánh giá.
4. Mua hàng.
5. Hành vi sau khi mua.

Năm giai đoạn trên là một khung mẫu tốt để đánh giá hành vi mua hàng của khách hàng. Tuy nhiên không phải lúc nào khách hàng cũng trải qua năm giai đoạn này cũng như việc họ phải theo đúng bất kì trình tự nào. Ví dụ, nếu như một khách hàng cảm thấy họ cần mua chocolate để ăn thì họ có thể đến ngay cửa hàng mua một gói chocolate mà bỏ qua các bước như tìm kiếm thông tin và đánh giá - đo lường.

### Nhận diện nhu cầu

Tháp nhu cầu của Abraham Maslow - thể hiện các nhu cầu xã hội và nhu cầu cá nhân.

Giai đoạn nhận diện nhu cầu là giai đoạn quan trọng nhất trong quy trình đưa đến hành vi mua hàng. Nếu như không có nảy sinh nhu cầu thì không thể nào hành vi mua hàng có thể được thực hiện. Nhu cầu này có thể bị kích thích bởi các kích thích bên trong (nhu cầu cơ bản của con người ví dụ như đói hoặc khát, khi các kích thích này tác động đến một mức độ nào đó buộc con người phải thỏa mãn chúng) và các kích thích bên ngoài (ví dự như các biển quảng cáo, băng rôn,...). Maslow cho rằng bên trong con người luôn tồn tại nhiều nhu cầu khác nhau và chúng cạnh tranh với nhau để được thỏa mãn vì vậy ông đã giới thiệu tháp nhu cầu kinh điển. Theo như mô hình tháp nhu cầu của A.Maslow thì một người phải thỏa mãn được nhu cầu ở một bậc thì mới có thể chuyển sang bậc khác.Các nhu cầu được thỏa mãn thông qua các sản phẩm và dịch vụ có sẵn.

### Tìm kiếm thông tin
Giai đoạn tìm kiếm thông tin là giai đoạn tiếp theo sau giai đoạn nhận diện nhu cầu nhằm tìm ra sản phẩm/dịch vụ mà họ cho rằng là tốt nhất. Các nguồn thông tin có thể bao gồm nhiều nguồn như nguồn thông tin thương mại (đến từ các chuyên gia tiếp thị), nguồn tin cá nhân (người thân, bạn bè, hàng xóm,...). Trong khi các nguồn tin thương mại giúp người mua có thông tin về sản phẩm và dịch vụ thì các nguồn tin cá nhân lại giúp họ hợp thức hóa cũng như đánh giá về một sản phẩm hay dịch vụ. Một nghiên cứu đã chỉ ra rằng các bài đánh giá trên mạng xã hội hay blog có sức ảnh hưởng đến người mua gấp 3 lần các cách tiếp thị truyền thống.

### Đo lường và đánh giá
Ở giai đoạn này, người mua đánh giá các thương hiệu/sản phẩm khác nhau dựa trên nhiều thuộc tính nhằm mục đích chính là tìm hiểu xem những thương hiệu/sản phẩm với những thuộc tính này có thể mang lại lợi ích mà mình đang tìm kiếm hay không. Giai đoạn này bị ảnh hưởng nặng nề bởi thái độ của người mua hàng, "thái độ đặt một người vào khung suy nghĩ: thích hay không thích một vật, tiếp cận hay tránh xa nó". Một tác nhân khác ảnh hưởng đến giai đoạn này đó chính là mức độ tham gia/thử nghiệm.Ví dụ đối với một khách hàng có mức độ tham gia cao (đã từng sử dụng nhiều hàng hóa của nhiều thương hiệu khác nhau) thì người này sẽ đánh giá/so sánh nhiều thương hiệu khác nhau; ngược lại đối với một người có mức độ tham gia thấp thì người đó chỉ sẽ đánh giá một thương hiệu duy nhất.

### Mua hàng
Giai đoạn mua hàng là giai đoạn thứ tư trong quy trình; theo như Kotler, Keller, Koshy and Jha (2009) thì giai đoạn này có thể bị ảnh hưởng bởi hai yếu tố.Yếu tố thứ nhất là quan điểm của người khác và mức độ sẵn lòng nghe theo các quan điểm này của người mua. Ví dụ như một người tiêu dùng đang muốn mua một chiếc máy ảnh Nikon D80 DSLR nhưng vì người bạn của anh/cô ta - một tay nhiếp ảnh, khuyên anh/cô ta không nên mua chiếc máy ảnh này thì việc này chắc chắn sẽ tác động đến quyết định mua hàng của anh/cô ta. Yếu tố thứ hai là các tình huống bất ngờ, không thể dự đoán được như suy thoái kinh tế, suy giảm tiền lương,...

### Hành vi sau khi mua
Các hành vi sau khi mua của khách hàng và cách giải quyết của doanh nghiệp sẽ có ảnh hưởng rất lớn đến việc giữ khách hàng. Trong ngắn hạn, khách hàng sẽ tiến hành so sánh kỳ vọng về sản phẩm với tính hiệu quả mà nó thực sự mang lại và sẽ cảm thấy hài lòng (nếu tính hiệu quả của sản phẩm vượt xa kỳ vọng) hoặc không hài lòng (nếu tính hiệu quả của sản phẩm không được như kỳ vọng). Cảm giác hài lòng hay không hài lòng đều ảnh hưởng lớn đến giá trị vòng đời của khách hàng đó với doanh nghiệp (việc họ có tiếp tục mua hàng của doanh nghiệp đó trong tương lai hay không). Nếu mọi việc đi theo hướng tích cực, khách hàng cảm thấy hài lòng với sản phẩm thì họ sẽ nảy sinh một lòng trung thành với thương hiệu và rồi giai đoạn tìm kiếm thông tin cũng như đo lường - đánh giá sẽ diễn ra một cách nhanh chóng hoặc thậm chí bị bỏ qua hoàn toàn. Suy cho cùng mục đích cuối cùng của tất cả các doanh nghiệp là tạo dựng lòng trung thành với thương hiệu trong mỗi khách hàng. Nếu mọi việc đi theo hướng tiêu cực, khách hàng cảm thấy không hài lòng với sản phẩm, họ sẽ có hai hướng phản ứng. Ở hướng thứ nhất khách hàng sẽ chọn cách im lặng và âm thầm chuyển sang các thương hiệu khác hoặc họ lan truyền các thông tin xấu về sản phẩm cũng như doanh nghiệp. Theo hướng thứ hai, khách hàng sẽ phản ứng một cách công khai, họ có thể trực tiếp đòi nhà sản xuất bồi thường hoặc khiếu nại với các tổ chức bảo vệ người tiêu dùng.
Dẫu theo hướng tiêu cực hay tích cực thì khách hàng sẽ chọn lựa lan truyền các thông tin tương ứng về sản phẩm cũng như doanh nghiệp. Vì vậy ở giai đoạn này doanh nghiệp nên cẩn thận tạo dựng các kênh chăm sóc khách hàng sau khi mua và khuyến khích họ đóng góp ý kiến. 
Ở giai đoạn này cũng nảy sinh ra một tâm lý khác của khách hàng đó chính là sự phân vân về lựa chọn mua và thông thường họ sẽ không hài lòng với các sản phẩm mình đã quyết định mua với việc đặt ra các câu hỏi như: "Liệu tôi đã đưa ra quyết định chính xác hay chưa ?"; "Đó có phải là một lựa chọn tốt hay không ?",....